# Montgomery, Alabama
Montgomery je glavni grad američke savezne države Alabame. Drugi je po veličini u državi nakon Birminghama.

## Povijest
Prije dolaska Europljana je prostor grada bio naseljen Alabama Indijancima. Na prostoru današnjeg Montgomerya su postojala indijanska naselja Ikanatchati i Towassa. Prvi Europljanin koji je došao na taj prostor je bio španjolski istraživač Hernando de Soto koji je 1540. posjetio Towassu. Prvi Europljanin koji se naselio na tom prostoru je bio škotski trgovac James McQueen koji je stigao 1716. godine. 1717. su Francuzi sagradili trgovačku postaju Fort Toulouse sjeveroistočno od današnjeg Montgomerya. Britanci su taj teritorij stekli nakon rata protiv Francuza i Indijanaca 1764. Europljani su se na taj prostor vrlo sporo doseljavali.
Okrug Montgomery je osnovan 1816. godine. Prvu grupu naseljenika je vodio general John Scott. On je osnovao grad Alabama Town u blizini današnjeg Montgomerya. Kasnije je Andrew Dexter osnovao grad New Philadelphia. Ta dva grada su ujedinjena 1819. i tako je stvoren grad Montgomery. Grad je nazvan po generalu Richardu Montgomeryu koji je poginuo u Američkom ratu za neovisnost. U njemu se razvila trgovina pamukom, te je brzo rastao. Od 1821. je počeo voziti parobrod Harriet po rijeci Alabami. 1832. je sagrađena željeznička pruga do države Georgije.
Montgomery je brzo rastao i postao najznačajniji u Alabami. Zbog toga je 1846. glavni grad Alabame premješten iz Tuscaloose u Montgomery. Montgomery je bio jedan od najznačajnijih gradova na jugu SAD-a, te je u njemu 1861. održan sastanak na kojem su se Alabama, Georgia, Florida, Louisiana, Mississippi i Južna Karolina odvojile od SAD-a i formirale Konfederaciju Američkih Država. Time je počeo Američki građanski rat. Montgomery je postao glavni grad Konfederacije i u njemu je inauguriran njihov predsjednik Jefferson Davis. Kasnije je glavni grad premješten u grad Richmond u Virginiji koji je bio bliže liniji fronte. Montgomery nije pretjerano stradao u građanskom ratu.
Montgomery je 1886. bio prvi grad u SAD-u koji je uveo električni tramvaj. Nakon toga se stanovništvo počinje više naseljavati u predgrađima, a manje u centru. 1910. su braća Wright osnovala letačku školu.
Nakon 2. svj. rata je na jugu SAD-a ojačao pokret američkih crnaca za veća prava, a Montgomery je bio jedan od centara tog pokreta. Negov vođa, Martin Luther King, je bio pastor u jednoj crkvi u Montgomeryu i tamo počeo svoje djelovanje. Jedan od značajnih simbola tog pokreta je bila crna krojačica Rosa Parks koja je 1955. odbila u autobusu u Montgomeryu ustupiti mjesto bijelcu, te je zbog toga uhićena, što je izazvalo masovne prosvjede crnaca koji su doveli do ukidanja segregacije u autobusima, što je bila prva veća pobjeda crnaca. 1965. je Martin Luther King organizirao Marš u Montgomery s ciljem postizanja glasačkih prava crnaca.

## Zemljopis
Montgomery je smješten u središnjem dijelu Alabame, na jugu SAD-a. Nalazi se na rijeci Alabami, nedaleko od mjesta gdje ona nastaje spajanjem rijeka Coosa i Tallapoosa. Grad je na riječnom meandru koji se naziva Buzzard Island. Reljef je nizinski (dio nizine uz obalu Meksičkog zaljeva). U blizini su jezera Cobbs Lake i Crescent Lake. Klima je vlažna suptropska. Ljeta su vruća, a zime blage i cijele godine ima mnogo padalina.

## Znamenitosti
Najpoznatija zgrada u graduje zgrada Alabama State Capitol u kojoj je centar vlasti države Alabame. Zgrada First White House of the Confederacy (Prva bijela kuća Konfederacije) je u doba Građanskog rata bila sjedište vlade južnih država i spada u Američki nacionalni registar povijesnih mjesta. Poznata je crkva Dexter Avenue Baptist Church u kojoj je djelovao Martin Luther King. Najznačajniji neboder u gradu je RSA Tower. U starom gradu postoji 50 obnovljenih zgrada iz 19. st. U Montgomeryu se održava Alabama Shakespeare Festival koji je jedan od najvažnijih Shakespeareovih festivala u svijetu.

## Vanjske poveznice
- Službena stranica
- Stranica o rijeci Alabami  Arhivirana inačica izvorne stranice od 17. srpnja 2011. (Wayback Machine)
- Povijest Montgomerya
- [neaktivna poveznica]